# Victor Ramos Ferreira
Victor Ramos Ferreira (Salvador, 5 maggio 1989) è un ex calciatore brasiliano, di ruolo difensore.

## Palmarès

### Club

#### Competizioni nazionali
- Coppa del Belgio: 1

Standard Liegi: 2010-2011
- Coppa del Brasile: 1

Palmeiras: 2015